# Polytaxis
Polytaxis es un género  de plantas con flores perteneciente a la familia de las asteráceas. Comprende 3 especies descritas y  aceptadas.

## Taxonomía
El género fue descrito por Alexander von Bunge y publicado en Del. Seminum Hortus Bot. Dorpat. 1843: VIII.

## Especies
| - Polytaxis lehmanni - Polytaxis pulchella - Polytaxis winkleri |